# Magliaso
Magliaso (lmo. Majas) – miejscowość i gmina w południowej Szwajcarii, w kantonie Ticino, w okręgu (distretto) Lugano, w powiecie (circolo) Magliasina. Leży nad jeziorem Lago di Lugano oraz rzeką Magliasina.

## Demografia
W Magliaso mieszka 1 616 osób. W 2021 roku 23,6% populacji gminy stanowiły osoby urodzone poza Szwajcarią. 

## Transport
Przez teren gminy przebiega droga główna nr 398.